# Vereniging van Hogere ambtenaren bij het Ministerie van Financiën
De Vereniging van Hogere ambtenaren bij het Ministerie van Financiën (VHMF) is een beroepsvereniging, die is voortgekomen de Koninklijke Broederschap van Ontvangers (1873), de Vereniging van Inspecteurs van 's Rijks belastingen en de Vereniging van Overheidsaccountants. Deze verenigingen behoorden tot de oudste beroepsorganisaties van Nederland. Met ruim 1800 leden is de organisatiegraad van de VHMF hoog te noemen. Lid zijn ruwweg de academisch gevormden binnen de Belastingdienst en het kerndepartement. 

## Doelstelling
De vereniging heeft tot doel de gemeenschappelijke, persoonlijke, ambtelijke en rechtspositionele belangen van de leden te behartigen; alsmede de belangen van het ambt dat de leden vertegenwoordigen; het leggen onderhouden en bevorderen van een goede collegiale verstandhouding tussen de leden alsmede het leveren van een bijdrage aan de wetenschappelijke disciplines van de leden in de ruimste zin.

## Structuur
De VHMF is gestructureerd als vereniging. De leden hebben inspraak op het beleid via regionale afdelingen. 

## Activiteiten
De leden van de VHMF komen regelmatig bijeen in regionale vergaderingen. Het seniorenconvent wordt gevormd door de leden van het hoofdbestuur met vertegenwoordigers van de regio's.
Het magazine van de vereniging Informatief is een spreekbuis voor de leden. In Informatief wordt aandacht besteed aan alle werkvelden (fiscaal, accountancy en invordering, in alle onderdelen van de Belastingdienst). 
Tijdens de jaarlijkse seniorendag voor 55-plussers blijkt telkens de blijvende betrokkenheid bij de Belastingdienst.
Commissies van leden hebben de afgelopen jaren regelmatig VHMF-rapporten gemaakt. Zo kregen in de pers veel aandacht de rapporten Voldoening op aangifte en Verzelfstandiging. Ook worden wetsvoorstellen becommentarieerd en heeft de VHMF een bijdrage geleverd aan het rapport Fiscaal Toezicht op Maat. De VHMF praat regelmatig met de dienstleiding van de Belastingdienst, met de staatssecretaris van Financiën en met de politiek.
De VHMF verzorgt elk jaar een symposium waar samen met bekende wetenschappers en politici actuele thema's worden uitgediept. Elk tweede jaar wordt dit symposium samen met de Nederlandse Orde van Belastingadviseurs (NOB) verzorgd.
De vereniging is aangesloten bij de Centrale voor Middelbare en Hogere functionarissen (CMHF). De CMHF is op haar beurt weer aangesloten bij de Vakcentrale voor Professionals (VCP). De CMHF onderhandelt mede namens de vereniging over de arbeidsvoorwaarden voor rijksambtenaren. Verder is de CMHF via onder meer de leden van de VHMF vertegenwoordigd in medezeggenschapsorganen, bijvoorbeeld het georganiseerd overleg belastingdienst, (GOBD) OR en COR. Via een website, het magazine Informatief of via een nieuwsbrief per e-mail worden de leden geïnformeerd over ontwikkelingen op deze terreinen.

## Geschiedenis
De Vereniging van Hoofdambtenaren bij het Ministerie van Financiën (VHMF) is ontstaan uit de fusie tussen de Koninklijke Broederschap van Ontvangers van 's Rijks Belastingen en de Vereniging van Inspecteurs van 's Rijks belastingen. De leden van de Vereniging van Overheidsaccountants zijn na opheffing van deze vereniging in 1994 collectief lid geworden van de VHMF.
De Koninklijke Broederschap van Ontvangers van 's Rijks Belastingen (KBO) werd opgericht op 23 september 1873.
De Vereniging van Inspecteurs van 's Rijks belastingen (VI) werd opgericht op 1 oktober 1957. Deze vereniging was voortgekomen uit de Vereniging van Ambtenaren der Registratie en Domeinen, opgericht op 16 december 1877 en de Vereniging van Inspecteurs van 's Rijks belastingen, opgericht op 27 april 1885. De Vereniging van Overheidsaccountants (VOA) werd opgericht 1918.
In 2009 kreeg de vereniging haar huidige naam.